# Kærsholm (Aalborg Kommune)
 For alternative betydninger, se Kærsholm. (Se også artikler, som begynder med Kærsholm)
Kærsholm er en landsby i det nordøstlige Himmerland med 63 indbyggere (2008). Kærsholm er beliggende fire kilometer øst for Gudumholm, fire kilometer vest for Mou og 23 kilometer sydøst for Aalborg. Landsbyen hører under Aalborg Kommune og ligger i Mou Sogn.
Kærsholm er beliggende primært omkring et Y-lignende vejkryds med mindre torveareal i bymidten med granitkunst,
beplantning, informationstavle og bænk. Erhvervsgrunde findes i byens udkanter.
Langs byens vestlige indfaldsvej findes enkelte parcelhuse, mens byens ældre del primært er bebygget med ældre, men renoverede landarbejderhuse.